# K Beringen Heusden-Zolder SK
À ne pas confondre avec le KVV Heusden-Zolder, club ayant ajouté la mention Zolder à la suite de la radiation du club présenté ici. ni avec le K. Beringen FC, dont il occupa quelque temps le stade après la disparition de ce club en 2002.
Maillots
Dernière mise à jour : 9 septembre 2014.
Le Koninklijke Beringen Heusden-Zolder est un ancien club de football belge localisé dans la commune de Heusden-Zolder, mais qui a également joué à Genk puis à Beringen. Porteur du matricule 2614, le club jouait en vert et blanc. Le club est issu d'une fusion survenue en 1999 entre le K. SK Heusden et le K. Helzold FC Zolder et prend son nom final lors d'un déménagement à Beringen en 2004 en football. Au cours de son histoire, le club a disputé 10 saisons dans les séries nationales, dont 1 en Division 1.

## Histoire

### Soixante ans dans les séries provinciales
Le club est fondé en 1936 sous le nom de Sportkring Heusden et s'affilie le 19 avril à l'URBSFA, qui lui attribue le matricule 2614. Le club débute en deuxième division régionale en 1937, le plus bas niveau du football belge à l'époque. En 1952, après la grande réforme du football belge ayant donné naissance à un quatrième niveau national, le club est intégré en deuxième provinciale, le sixième niveau hiérarchique. Il évolue à ce niveau jusqu'en 1960 quand il accède à la première provinciale grâce au titre conquis dans sa série. Après deux saisons conclues dans le haut du classement, le club est relégué en « P2 » en 1963. Huit ans plus tard, il chute en troisième provinciale.
En 1974, le club bénéficie de montées en cascade provoquées par l'élargissement de la Division 1 à vingt clubs pour revenir en deuxième provinciale à la faveur du tour final. Habitué au milieu de classement pendant une décennie, le club commence à jouer les premiers rôles dans sa série au milieu des années 1980. Reconnu « Société Royale » en 1986, le club adapte son appellation officielle le 21 mars de cette année et devient le Koninklijke Sportkring heusden. Il remporte finalement le titre en 1990 et remonte parmi l'élite provinciale, trente ans après sa première accession. Le club échoue deux années de suite vice-champion en 1992 et 1993. En 1996, il termine quatrième et remporte le tour final du limbourgeois. Il se qualifie ainsi pour le tour final interprovincial, qu'il remporte en écartant successivement le RCS Libramontois (2-5) puis la RJS Heppignies-Lambusart-Fleurus (4-3), s'ouvrant ainsi les portes de la Promotion, le quatrième niveau national, pour la première fois de son histoire.

### Ascension rapide vers la Division 2
Pour sa première saison dans les séries nationales, le KSK Heusden remporte le titre dans sa série et monte ainsi en Division 3. Il vit une saison tranquille après la montée puis joue directement les premiers rôles, terminant deuxième en 1999, à seulement deux points du champion, le KVK Tirlemont. Le club est ainsi qualifié pour le tour final pour la montée en Division 2 mais il est éliminé d'entrée par le Hekelgem (0-0 et 0-5). Le 1er juillet 1999, le club fusionne avec une autre équipe de la localité, le K. Helzold FC Zolder, porteur du matricule 1488, qui évolue dans les séries provinciales mais avait atteint la deuxième division au début des années 1950. Le club fusionné prend le nom de Koninklijke Heusden-Zolder Spprtkring et conserve le matricule 2614 d'Heusden, celui de Zolder étant radié des listes de la fédération. Cette fusion apporte le succès escompté, le club terminant la saison 1999-2000 à la première place ex aequo avec le R. AEC Mons. Un test-match doit être organisé pour les départager et se solde sur une égalité trois buts partout. C'est finalement le club montois qui s'impose aux tirs au but et accède à la deuxième division. Heusden-Zolder est renvoyé au tour final pour la deuxième année de suite. Il y élimine successivement le K. FC Schoten SK (3-1, 1-2), l'Olympic de Charleroi (1-1, 4-2) et enfin le KV Courtrai, barragiste de Division 2 (4-1) pour s'ouvrir les portes de l'anti-chambre de l'élite.

### Accession à la première division, chute et faillite
La première saison suivant la promotion est plus difficile pour le club, qui parvient néanmoins à assurer son maintien facilement grâce à une douzième place finale. La saison suivante, l'équipe termine quatrième et peut ainsi disputer le tour final pour la montée en première division. Le club termine deuxième de cette mini-compétition, derrière le R. AEC Mons, et n'est donc pas promu. En juillet 2002, le club conclut un partenariat avec le KRC Genk et accueille plusieurs jeunes joueurs en prêt. Il s'installe également au Fexixstadion, le stade de Genk, qu'il occupe en alternance. Cette collaboration apporte le succès escompté. Le club termine troisième, loin derrière le Cercle de Bruges et Eupen mais remporte ensuite le tour final haut la main avec 13 points sur 18. Pour la première fois de son histoire et seulement sept ans après avoir quitté les séries provinciales, le club accède à la Division 1.
Considéré comme un « petit poucet » et candidat numéro un à la relégation en début de saison, l'équipe est renforcée par l'arrivée en prêt de nombreux joueurs du Racing Genk, parmi lesquels Logan Bailly, Igor de Camargo, Wilfried Delbroek et Takayuki Suzuki. Le club se défend en championnat et signe quelques résultats marquants, dont l'élimination du KRC Genk en Coupe de Belgique et une victoire 4-2 sur le FC Bruges, champion en titre, qui venait d'aller s'imposer 0-1 à l'AC Milan en Ligue des champions. Malgré cela, le club échoue à l'avant-dernière place et doit redescendre en deuxième division après seulement une seule saison parmi l'élite.
Le partenariat avec Genk prend fin et le club déménage au Mijnstadion de Beringen. Le nom du club est alors adapté en Koninklijke Beringen Heusden-Zolder Spprtkring. Les premiers soucis financiers font surface mais la direction décide tout de même de se renforcer pour tenter de remonter directement en D1 et transfère notamment les anciens internationaux belges Davy Oyen et Jacky Peeters afin d'apporter leur expérience au noyau. Les résultats sont cependant loin des attentes avec une neuvième place finale. Le club obtient malgré tout sa licence et peut entamer le championnat 2005-2006. Hélas, les problèmes de trésorerie vont en s'aggravant et le club ne rentre pas de dossier pour obtenir sa licence pour le football rémunéré la saison prochaine. En avril 2006, le club cesse ses activités et tous ses résultats obtenus en championnat sont annulés. En fin de saison, le matricule 2614 est radié des listes de la Fédération.

## Confusions avec d'autres clubs

Logo du SK Heusden 2006

Les multiples déménagements et changements de nom du matricule 2614 peuvent mener à la confusion avec d'autres équipes totalement indépendantes. Ainsi, malgré l'ajout de la mention de la commune de Beringen et son installation au Mijnstadion durant près de deux ans, il n'y a aucune fusion ni collaboration avec le K. Beringen FC (matricule 522, disparu en 2002) ni le KVK Beringen (matricule 330).
De même, après la disparition du club en avril 2006, certains responsables et joueurs rejoignent le Berkenbos VV Heusden, porteur du matricule 5894, qui évolue alors en Promotion. Cette équipe s'installe dans l'ancien stade d'Heusden-Zolder et, à la demande des autorités communales de Zolder, adapte son nom pour devenir le K. VV Heusden-Zolder.
Enfin, après la disparition du club et le déménagement de Berkenbos vers Heusden-Zolder, un groupe de supporters du matricule 2614 décident de refonder une équipe à Heusden sous la dénomination Sportkring Heusden 2006. Ce club s'affilie à l'Union Belge qui lui octroie le matricule 9483. Il a toujours évolué dans les séries provinciales limbourgeoises depuis lors.

## Résultats dans les divisions nationales
Statistiques clôturées, club disparu

### Palmarès
- 1 fois champion de Promotion en 1997.

### Bilan
| Niv | Divisions     | Jouées | Titres | TM Up | TM Down |
| --- | ------------- | ------ | ------ | ----- | ------- |
| I   | 1re nationale | 1      | 0      |       |         |
| II  | 2e nationale  | 5      | 0      | 2     |         |
| III | 3e nationale  | 3      | 0      | 2     |         |
| IV  | 4e nationale  | 1      | 1      |       |         |
| V   | 5e nationale  | 0      | 0      |       |         |
|     |               |        |        |       |         |
|     | TOTAUX        | 10     | 1      | 4     | 0       |

- TM Up : test-match pour départager des égalités, ou toutes formes de Barrages ou de Tour final pour une montée éventuelle.
- TM Down : test-match pour départager des égalités, ou toutes formes de Barrages ou de Tour final pour le maintien.

### Classements saison par saison
| Ordre | Saison  | Nom du club                                               | Niveau                                                    | Classement final                                          | Remarques                                                 |
| ----- | ------- | --------------------------------------------------------- | --------------------------------------------------------- | --------------------------------------------------------- | --------------------------------------------------------- |
| 1     | 1996-97 | K. Heusden SK                                             | Promotion série C                                         | 1er/16                                                    | Champion et promu!                                        |
| 2     | 1997-98 | K. Heusden SK                                             | Division 3 série B                                        | 7e/16                                                     |                                                           |
| 3     | 1998-99 | K. Heusden SK                                             | Division 3 série B                                        | 2e/16                                                     | Tour final                                                |
| 4     | 99-2000 | K. Heusden-Zolder SK                                      | Division 3 série B                                        | 1er/16                                                    | Promu via tour final!                                     |
| 5     | 2000-01 | K. Heusden-Zolder SK                                      | Division 2                                                | 12e/18                                                    |                                                           |
| 6     | 2001-02 | K. Heusden-Zolder SK                                      | Division 2                                                | 4e/18                                                     | Tour final                                                |
| 7     | 2002-03 | K. Heusden-Zolder SK                                      | Division 2                                                | 3e/18                                                     | Promu via tour final                                      |
| 8     | 2003-04 | K. Heusden-Zolder SK                                      | Division 1                                                | 17e/18                                                    | Relégué !                                                 |
| 9     | 2004-05 | K. Beringen Heusden-Zolder SK                             | Division 2                                                | 9e/18                                                     |                                                           |
| 10    | 2005-06 | K. Beringen Heusden-Zolder SK                             | Division 2                                                | 18e/18                                                    | Relégué!                                                  |
| X     | 2006    | Arrêt des activités du club, son matricule 2614 disparaît | Arrêt des activités du club, son matricule 2614 disparaît | Arrêt des activités du club, son matricule 2614 disparaît | Arrêt des activités du club, son matricule 2614 disparaît |

## Anciens joueurs célèbres
- Franck Atsou, international togolais
- Logan Bailly, international belge
- Igor de Camargo, international belge
- Désiré Mbonabucya, international rwandais
- Mike Okoth Origi, international kényan
- Souleymane Oularé, international guinéen
- Takayuki Suzuki, international japonais
- Kurt Wynen, recordman du nombre de matches disputés dans les séries nationales pour le club
- Éric Kerremans, recordman du nombre de buts inscrits dans les séries nationales pour le club